# Atlantészek
Az atlantészek ókori afrikai nép, a legtávolabb eső afrikai néptörzs, amelyről Hérodotosznak tudomása volt. Az Atlasz hegység tövében éltek. Hérodotosz szerint mivel náluk sohasem esik az eső, kunyhóikat sóból építik, amelynek bővében vannak. Álmot soha nem látnak, és nem eszik meg semmilyen élő állatnak a húsát.